# Jan Bedřich z Valdštejna-Vartenberka
Jan Bedřich Paternus hrabě z Valdštejna-Vartenberku (německy jako Johann Friedrich Paternus Graf von Waldstein und Wartenberg, 21. srpna 1756, Vídeň - 15. dubna 1812, Sekava) byl český šlechtic z hraběcího rodu Valdštejnů z Vartenberka. V letech 1797–1802 byl katedrálním děkanem v salcburské arcidiecézi a v letech 1802–1812 biskupem sekavským. 

## Život a činnost
Jan Bedřich se narodil ve Vídni v roce 1756 jako druhý syn tehdejšího komořího Emanuela Filiberta Jana hraběte z Valdštejna-Vartenberku (1731–1775), pozdějšího císařského komorníka a pána na Duchcově a princezny Marie Anny Terezie z Lichtenštejna (1738 –1814).
Když jeho dědeček, hrabě František Josef (1709–1771) ovdověl, vstoupil do řádu kapucínů. Jeho pra-pra-strýc (1642–1694) Jan Bedřich hrabě z Valdštejna byl pražským arcibiskupem.

### Kanovníkem v Salcburku
Jan Bedřich byl 25. březen 1795?  vysvěcen na kněze salcburské arcidiecéze. Byl kanovníkem v Salcburku (přísahu složil v roce 1782) a Augsburgu v Bavorsku. 20. listopadu 1797 jej katedrální kapitulou zvolila děkanem. V letech 1800 - 1802 byl členem rady guvernérů, který po sobě zanechal do Vídně uprchnuvší kníže-arcibiskup Jeroným z Colloreda.

### Biskupem v Sekavě

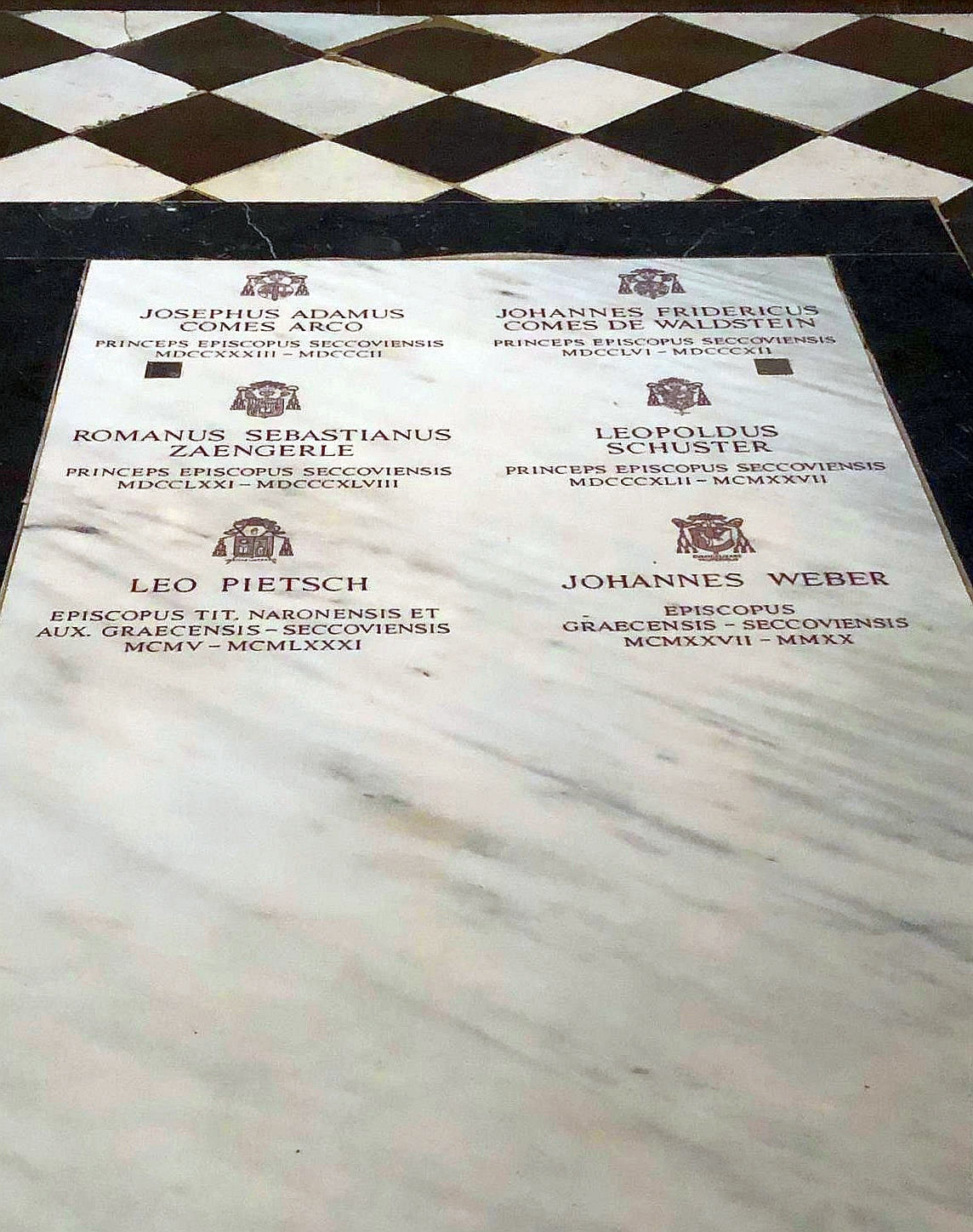
Společný náhrobek hraběte Valdštejna s biskupy J. A. z Arco, R. S. Zängerleho, L. Schustera, L. Pietsche a J. Webera v biskupské hrobce ve štýrskohradecké katedrále

15. srpna 1802 jej arcibiskup Colloredo vysvětlil na biskupa a hrabě Jan Bedřich se tak stal kníže-biskupem sekavským jako Johann (Jan) VI., jímž zůstal až do své smrti v roce 1812.